# Klaudia Muchlada
Klaudia Muchlada (ur. 30 marca 1995 w Tomaszowie Mazowieckim) – polska lekkoatletka, wieloboistka.

## Kariera sportowa
W 2015 reprezentowała Polskę w I lidze pucharu Europy w wielobojach, m.in. jej 12. lokata w siedmioboju przyczyniła się do awansu Polski do superligi.
Medalistka mistrzostw Polski kadetów, juniorów oraz młodzieżowców. Medalistka mistrzostw Polski seniorów zarówno w hali, jak i na stadionie.

## Rekordy życiowe
- Siedmiobój – 5266 pkt. (2015)